# 马闻天
马闻天（1911年1月15日—1997年），男，直隶（今河北）唐县人，中国兽医微生物学家，曾任第三届全国人大代表，第五、六届全国政协委员。